# Abyssotrophon
Abyssotrophon is een geslacht van weekdieren uit de klasse van de Gastropoda (slakken).

## Soorten
- Abyssotrophon christae Egorov, 1993
- Abyssotrophon crystallinus (Kuroda, 1953)
- Abyssotrophon delicatus (Kuroda, 1953)
- Abyssotrophon edzoevi Egorov, 1994
- Abyssotrophon hadalis (Sysoev, 1992)
- Abyssotrophon hubbsi (Rokop, 1972)
- Abyssotrophon ivanovi Egorov, 1993
- Abyssotrophon lorenzoensis (Durham, 1942)
- Abyssotrophon minimus (Okutani, 1964)
- Abyssotrophon multicostatus Golikov & Sirenko, 1992
- Abyssotrophon odisseyi (Golikov & Sirenko, 1992)
- Abyssotrophon panamensis (Dall, 1902)
- Abyssotrophon ruthenicus Egorov, 1993
- Abyssotrophon soyoae (Okutani, 1959)
- Abyssotrophon teratus Egorov, 1993